# عبد الرحمن العلوي
عبد الرحمن محمد العلوي، لاعب كرة قدم سعودي، يلعب في لاعب وسط في نادي الوشم.

## مسيرة اللاعب
لعب في الفئات السنية في نادي التسامح و انظم إلى نادي أبها في عام 2022 وانتقل إلى نادي الوشم في عام 2024.

## روابط خارجية
عبد الرحمن العلوي على موقع Soccerway.com (الإنجليزية)